# Liste der Biografien/Lia
Liste der Biografien |
Portal Biografien |
Personensuche
# |
A |
B |
C |
D |
E |
F |
G |
H |
I |
J |
K |
L |
M |
N |
O |
P |
Q |
R |
S |
T |
U |
V |
W |
X |
Y |
Z |
?
 
La |
Lb |
Lc |
Le |
Lg |
Lh |
Li |
Lj |
Ll |
Lm |
Lo |
Lp |
Lt |
Lu |
Lv |
Lw |
Lx |
Ly |
Lz
 
Lia |
Lib |
Lic |
Lid |
Lie |
Lif |
Lig |
Lih |
Lii |
Lij |
Lik |
Lil |
Lim |
Lin |
Lio |
Lip |
Liq |
Lir |
Lis |
Lit |
Liu |
Liv |
Liw |
Lix |
Liy |
Liz
Die Liste der Biografien führt alle Personen auf, die in der deutschsprachigen Wikipedia einen Artikel haben. Dieses ist eine Teilliste mit 125 Einträgen von Personen, deren Namen mit den Buchstaben „Lia“ beginnt.

## Lia
- Lia (* 1981), japanische Singer-Songwriterin
- Lia (* 2000), südkoreanische SängerinLia (* 2000)

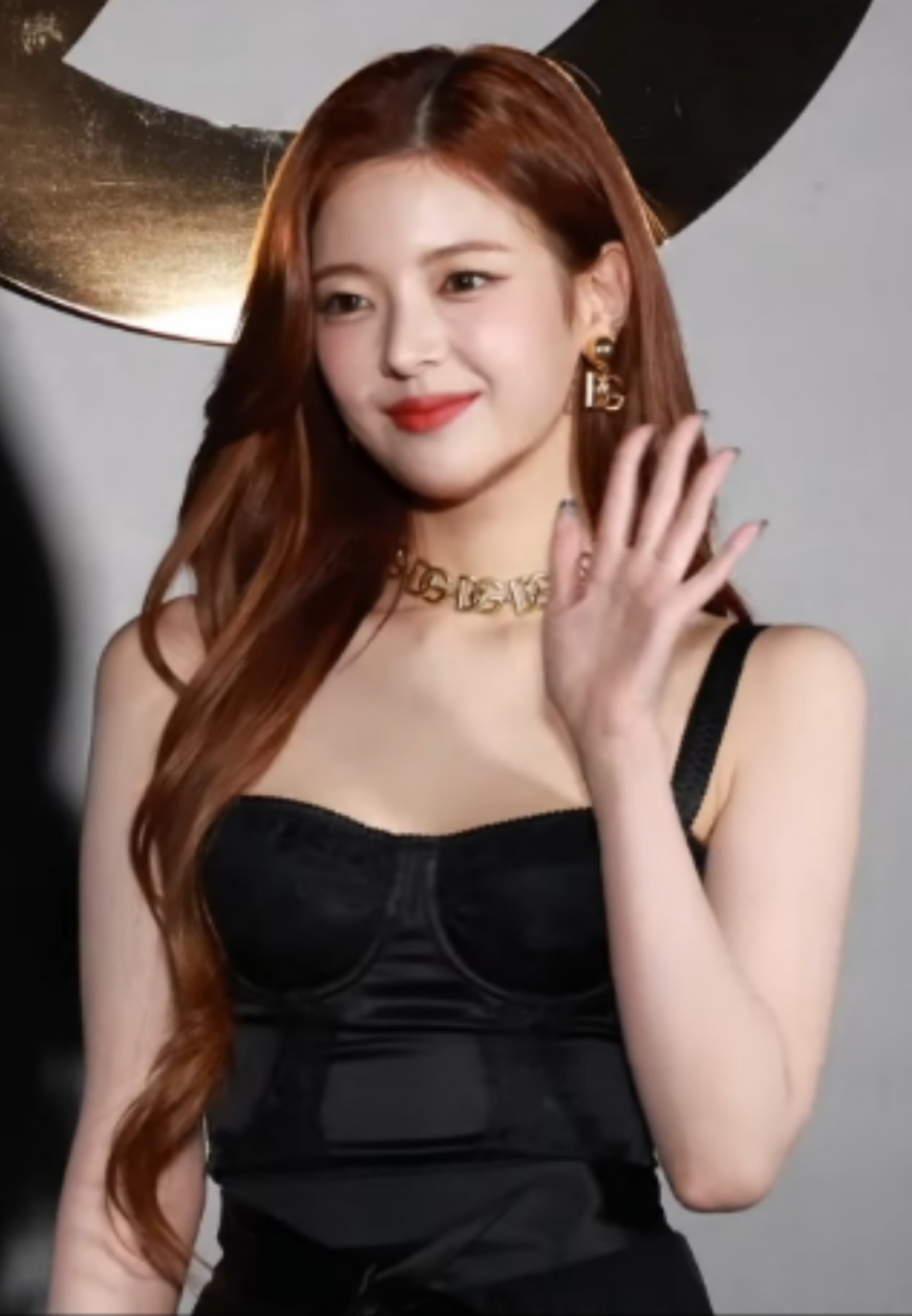
Lia (* 2000)

- Lia 74 (* 1987), deutsche Rapperin
- Lía Grajales, Martha, venezolanische Menschenrechtlerin
- Lia, Donny (* 1980), US-amerikanischer Rennfahrer
- Lia, Erik (* 1966), norwegischer Badmintonspieler
- Lia, Santo, deutsch-italienischer Poolbillardspieler
- Lia, Shay (* 1993), dschibutisch-kanadische Sängerin
- Lia, Vince (* 1985), australischer Fußballspieler

### Liab
- Liabeuf, Cédric (* 1979), französischer Fußballspieler

### Liad
- Liadal, Hege Haukeland (* 1972), norwegische Politikerin

### Liag
- Liagre, Louis (1883–1955), französischer römisch-katholischer Geistlicher und Bischof von La Rochelle
- Liagre, Oscar de (1870–1940), deutscher Verleger

### Liai
- Liais, Emmanuel (1826–1900), Astronom, Botaniker und Forschungsreisender

### Liak
- Liaka Kusulaka, indo-skythischer Satrap
- Liaklev, Reidar (1917–2006), norwegischer Eisschnellläufer

### Lial
- Liala (1897–1995), italienische Schriftstellerin
- Lialina, Olia (* 1971), russische Netzkünstlerin
- Lialios, Dimitrios (1869–1940), griechischer Komponist

### Liam
- Liamatua, Tufele (1940–2011), US-amerikanischer Politiker (Republikanische Partei), Geschäftsmann und Paramount Chief aus Amerikanisch-Samoa
- Liamoo (* 1997), schwedischer Sänger

### Lian
- Lian Khen Thang, Felix (* 1959), myanmarischer Geistlicher, Bischof von Kalay
- Lian Qian (* 1983), chinesisch-dominikanische Tischtennisspielerin
- Lian, Junjie (* 2000), chinesischer Wasserspringer
- Lian, Torun (* 1956), norwegische Autorin und Regisseurin
- Lian, Ziwen (* 1998), chinesischer Eisschnellläufer
- Liancourt, Roger du Plessis, duc de (1598–1674), französischer Adliger
- Liander, Kurt (1932–2020), schwedischer Fußballspieler und -trainer
- Liane (* 1978), deutsche Schlagersängerin
- Liane, Teressa (* 1988), australische SchauspielerinTeressa Liane (* 1988)

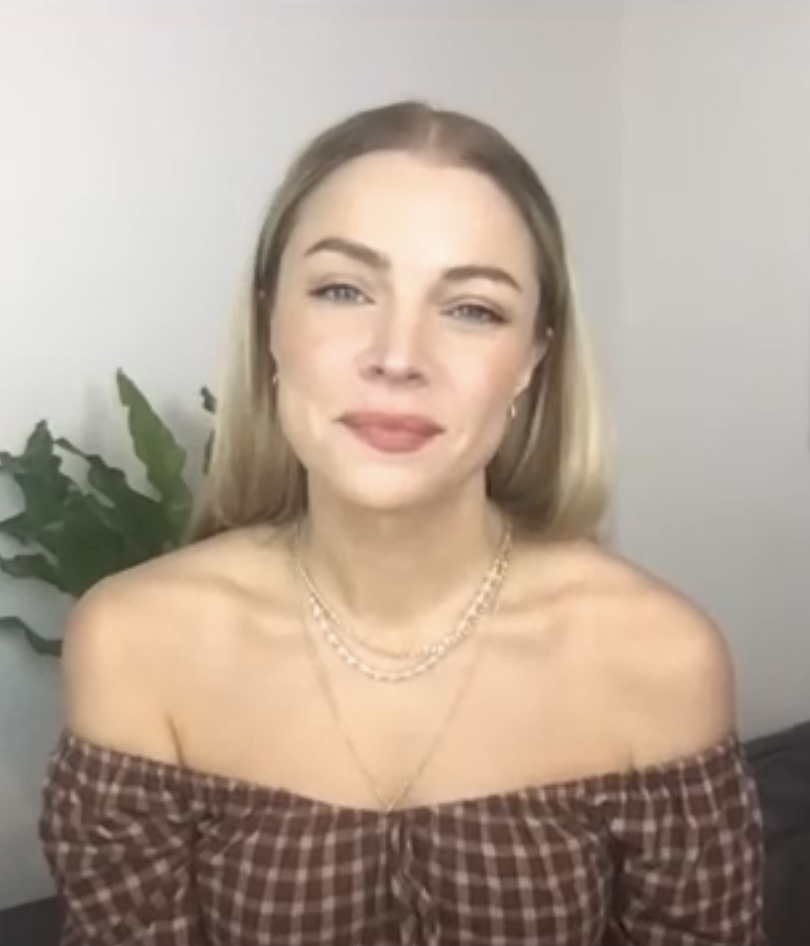
Teressa Liane (* 1988)

- Liang Geliang (* 1950), chinesischer Tischtennisspieler
- Liang Jiansen, Paul (* 1964), chinesischer Geistlicher, römisch-katholischer Bischof von Jiangmen
- Liang Lizhen (1945–2017), chinesische Tischtennisspielerin
- Liang Na (116–150), chinesische Kaiserin der Han-Dynastie
- Liang Nüying († 159), Kaiserin der Han-Dynastie
- Liang Qiuzhong (* 1966), chinesischer Bogenschütze
- Liang Shuquan (1912–2006), chinesischer Chemiker
- Liang Sicheng (1901–1972), chinesischer Architekt
- Liang Wenbin (* 1995), chinesischer Eishockeyspieler
- Liang Wu Di (464–549), chinesischer Kaiser der Liang-Dynastie
- Liang, Alex (* 1971), chinesisch-US-amerikanischer Badmintonspieler
- Liang, Awonder (* 2003), US-amerikanischer SchachspielerAwonder Liang (* 2003)

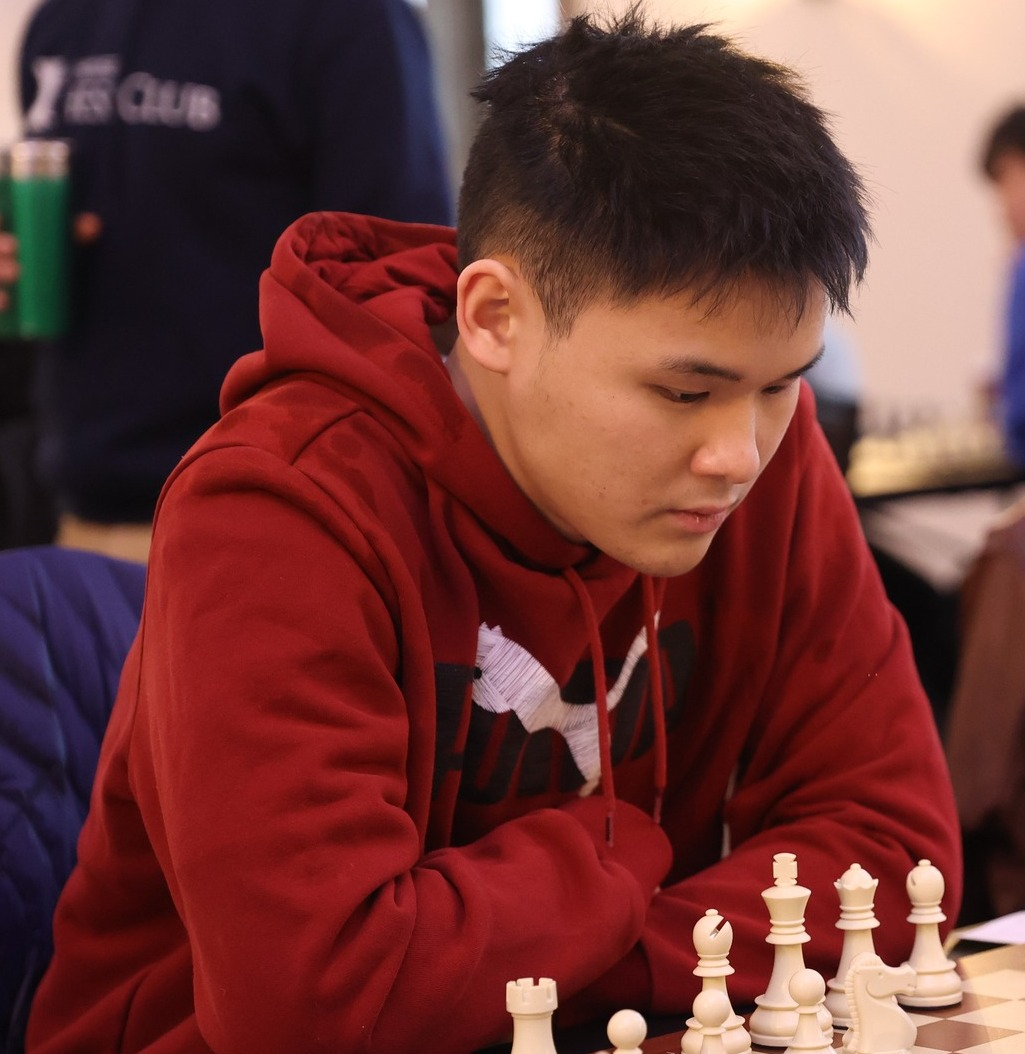
Awonder Liang (* 2003)

- Liang, Baohua (* 1945), chinesischer Politiker (Volksrepublik China)
- Liang, Baotang (* 2003), chinesischer Sprinter
- Liang, Callina, kanadische Schauspielerin
- Liang, Chen (1864–1917), chinesischer Diplomat
- Liang, Chen (* 1989), chinesische Tennisspielerin
- Liang, En-shuo (* 2000), taiwanische Tennisspielerin
- Liang, Guanglie (1940–2024), chinesischer General und Politiker
- Liang, Hanni (* 1993), deutsch-chinesische Pianistin
- Liang, Jiahong (* 1988), chinesischer Sprinter
- Liang, Jinfeng (* 1944), chinesischer Autor und Übersetzer
- Liang, Jingkun (* 1996), chinesischer TischtennisspielerLiang Jingkun (* 1996)

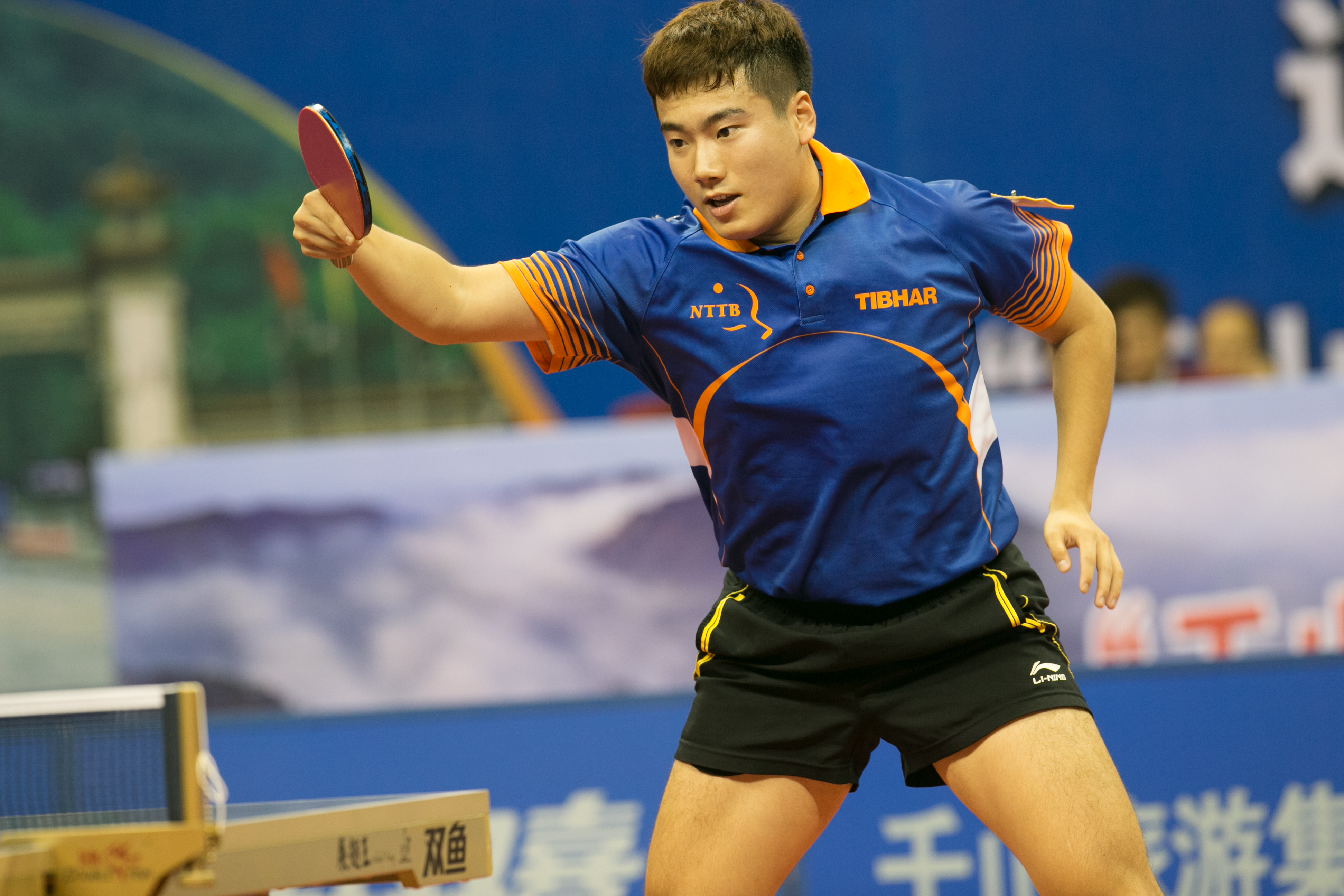
Liang Jingkun (* 1996)

- Liang, Jinsheng (* 1996), chinesischer Sprinter
- Liang, Jui-wei (* 1990), taiwanischer Badmintonspieler
- Liang, Kai, chinesischer Maler
- Liang, Konkubine (62–83), chinesische Konkubine des Han-Kaisers Zhang
- Liang, Lei (* 1972), chinesisch-amerikanischer Komponist, Pianist, Musikwissenschaftler und Musikpädagoge
- Liang, Nuo (* 1999), chinesische Sprinterin
- Liang, Olivia (* 1993), US-amerikanische Schauspielerin
- Liang, Qichao (1873–1929), chinesischer Gelehrter, Journalist, Philosoph und Reformer
- Liang, Qin (* 1972), chinesische Degenfechterin
- Liang, Qiuping (* 1988), chinesische Leichtathletin
- Liang, Qiuxia (* 1950), chinesische Badmintonspielerin indonesischer Herkunft
- Liang, Reng-Guey (* 1950), taiwanischer Skilangläufer
- Liang, Rui (* 1994), chinesische Geherin
- Liang, Shuming (1893–1988), chinesischer Philosoph
- Liang, Sili (1924–2016), chinesischer Raketenentwickler
- Liang, Weikeng (* 2000), chinesischer Badmintonspieler
- Liang, Wenbo (* 1987), chinesischer SnookerspielerLiang Wenbo (* 1987)

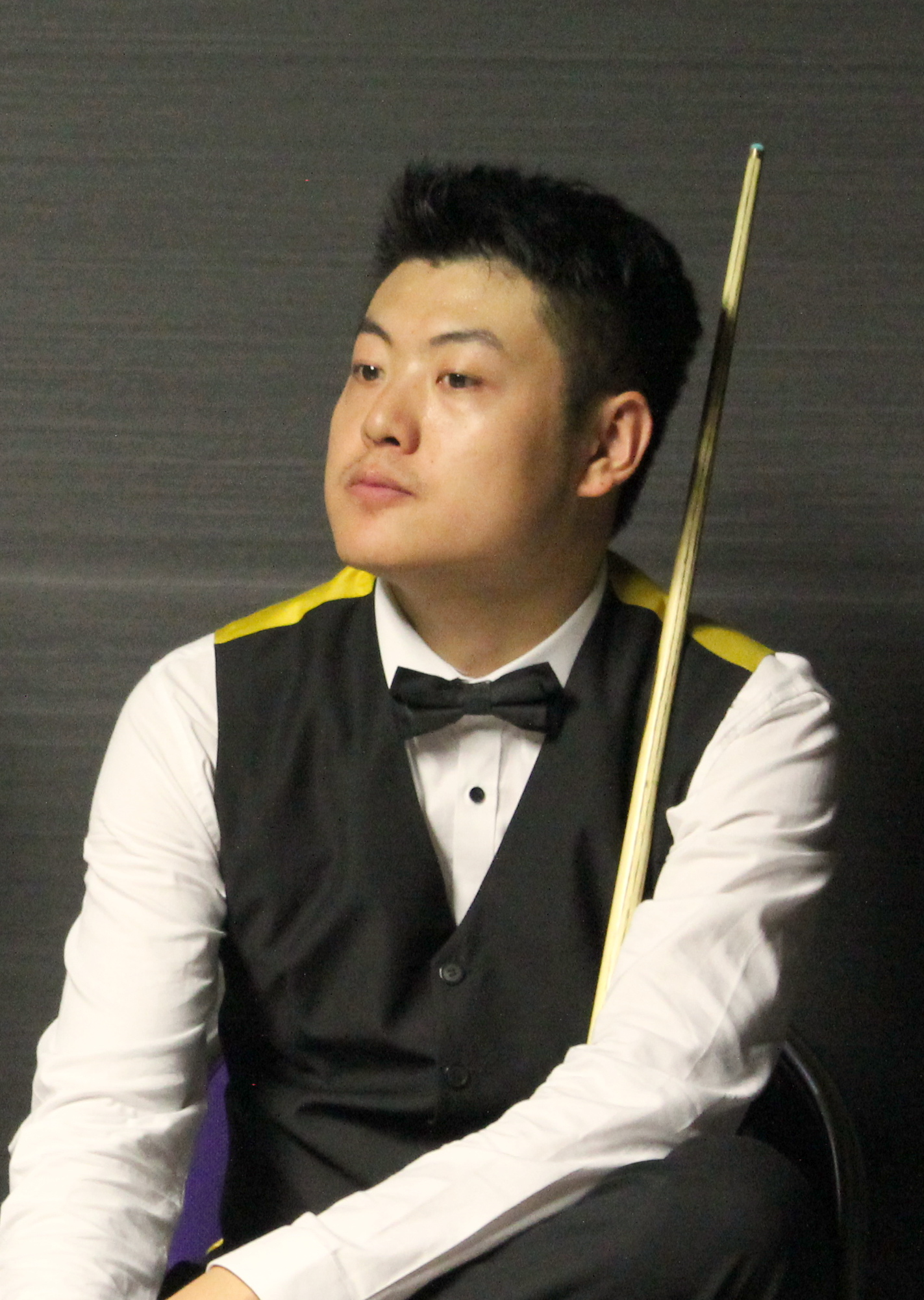
Liang Wenbo (* 1987)

- Liang, Wenfeng (* 1985), chinesischer Ingenieur und Unternehmer
- Liang, Wengen (* 1956), chinesischer Unternehmer
- Liang, Wenhao (* 1992), chinesischer Shorttracker
- Liang, Xiaojing (* 1997), chinesische Sprinterin
- Liang, Xiaomu (* 1943), chinesische Badmintonspielerin
- Liang, Xiaoyu (* 1996), singapurische Badmintonspielerin
- Liang, Xinping (* 1994), chinesische Synchronschwimmerin
- Liang, Yusheng (1924–2009), chinesischer Autor
- Liang, Yushuai (* 2000), chinesischer Taekwondoin
- Liangzhi, Hu (* 1992), chinesischer E-Sportler
- Liani, Dimitra (* 1955), griechische First Lady
- Liani, Sergio (* 1943), italienischer Hürdenläufer
- Liantinis, Dimitrios (* 1942), griechischer Philosoph

### Liao
- Liao Hui (* 1987), chinesischer Gewichtheber und Olympiasieger
- Liao Jingzong (948–982), Kaiser der Liao-Dynastie in Nordchina
- Liao Shengzong (972–1031), Kaiser der Liao-Dynastie in Nordchina
- Liao Taizong (902–947), mongolischer Kaiser der Liao-Dynastie
- Liao Taizu (872–926), Häuptling des Yilastammes und Großkhan
- Liao Tianzuodi (1075–1128), Kaiser der Liao-Dynastie in Nordchina
- Liao, Ashley (* 2001), US-amerikanische SchauspielerinAshley Liao (* 2001)

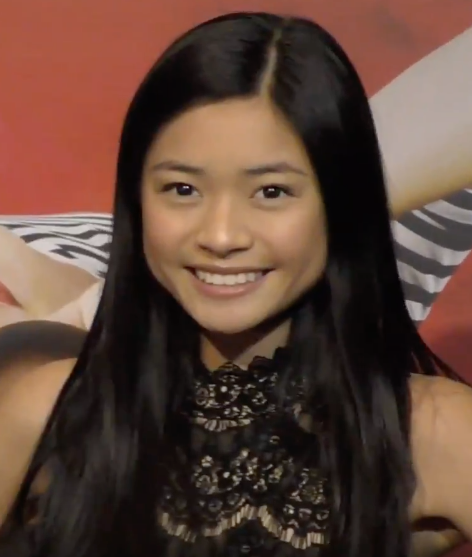
Ashley Liao (* 2001)

- Liao, Cheng-Ting (* 1996), taiwanischer Tischtennisspieler
- Liao, Chengzhi (1908–1983), chinesischer Außenpolitiker und KP-Funktionär
- Liao, Ching-hsien (* 1994), taiwanische Sprinterin
- Liao, Fan (* 1974), chinesischer Film- und Fernsehschauspieler
- Liao, Fung-te († 2008), taiwanischer Politiker der Kuomintang
- Liao, James C. (* 1958), taiwanischer Chemiker
- Liao, James Hiroyuki (* 1976), US-amerikanischer Schauspieler und Synchronsprecher
- Liao, Jimmy (* 1958), taiwanischer Illustrator und Bilderbuchautor
- Liao, Kuan-hao (* 1990), taiwanischer Badmintonspieler
- Liao, Min-chun (* 1988), taiwanischer Badmintonspieler
- Liao, Pixy (* 1979), chinesische Künstlerin
- Liao, Qiuyun (* 1995), chinesische Gewichtheberin
- Liao, Sheng-shiun (* 1983), taiwanischer Badmintonspieler
- Liao, Wen (* 1961), chinesische Kunsthistorikerin, Kuratorin und Autorin
- Liao, Xiaoyan (* 1987), chinesische Hammerwerferin
- Liao, Yan-jun (* 1998), taiwanische Sprinterin
- Liao, Yiwu (* 1958), chinesischer Autor, Reporter, Musiker und PoetLiao Yiwu (* 1958)

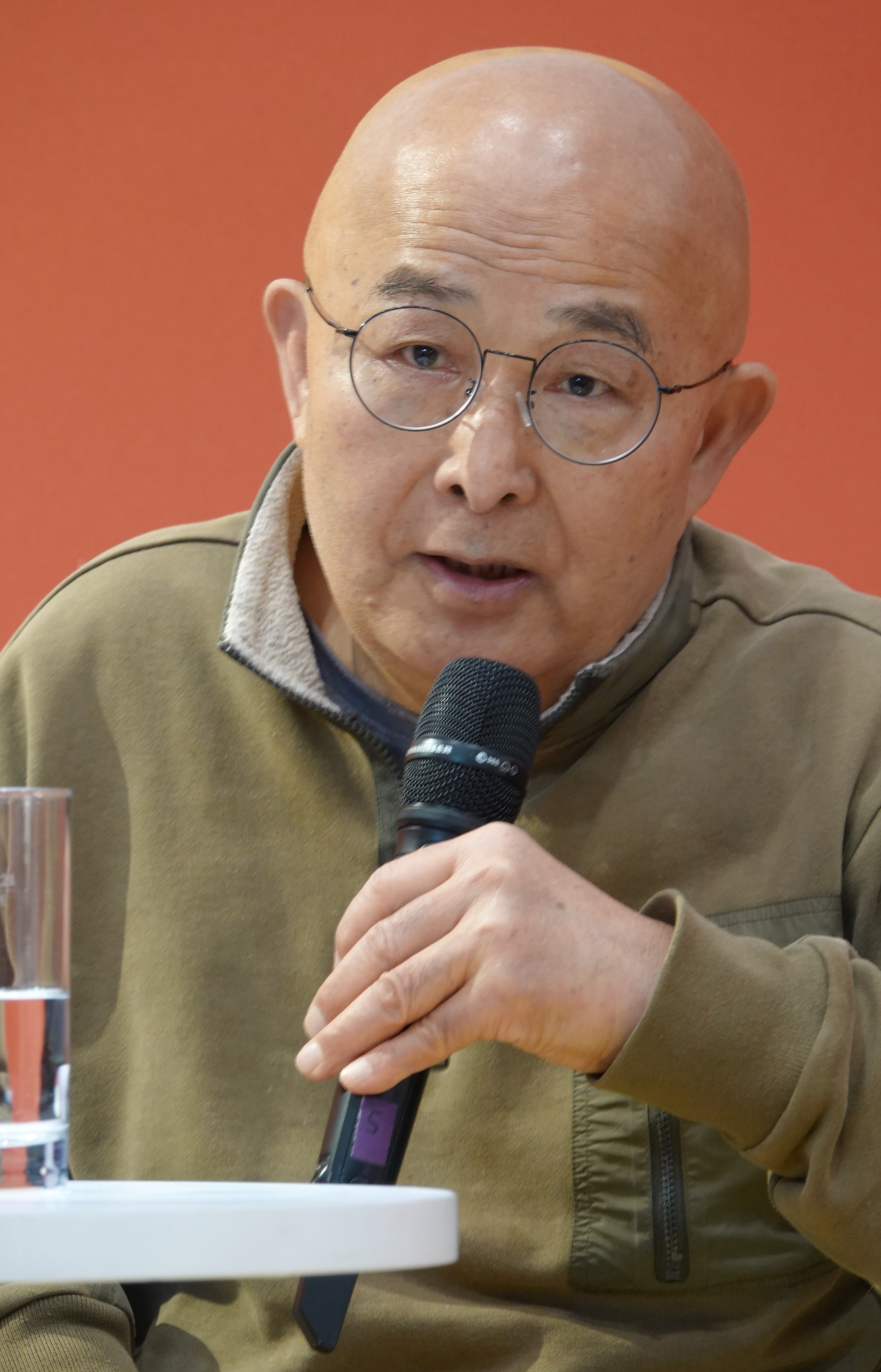
Liao Yiwu (* 1958)

- Liao, Yu-cheng (* 1992), taiwanischer Eishockeytorwart
- Liao, Zhongkai (1877–1925), chinesischer Politiker

### Liap
- Liapis, Peter (* 1949), US-amerikanischer Schauspieler, Drehbuchautor, Filmproduzent und Regisseur
- Liapis, Stacey (* 1974), US-amerikanische Curlerin

### Liaq
- Liaqat, Sajid (* 1985), deutscher Cricketspieler
- Liaquat Ali Khan (1896–1951), pakistanischer Politiker, erster Premierminister Pakistans

### Liar
- Liard, François (* 1715), französischer Schauspieler

### Lias
- Liaschenko, Walentina (* 1981), georgische Hochspringerin ukrainischer Herkunft
- Liashenko, Olga (* 1979), ukrainische Malerin und Ikonenmalerin

### Liat
- Liatis, Alexis (1908–1985), griechischer Diplomat
- Liato, Austin (* 1965), Stellvertretender Minister für Arbeit und Soziales von Sambia
- Liatti, Piero (* 1962), italienischer Rallyefahrer

### Liau
- Liaučius, Jonas (* 1947), litauischer Rechtsanwalt und ehemaliger Politiker
- Liaudanskas, Jonas, litauischer Jurist und Polizist
- Liaunig, Herbert W. (1945–2023), österreichischer Unternehmer und KunstsammlerHerbert W. Liaunig (1945–2023)

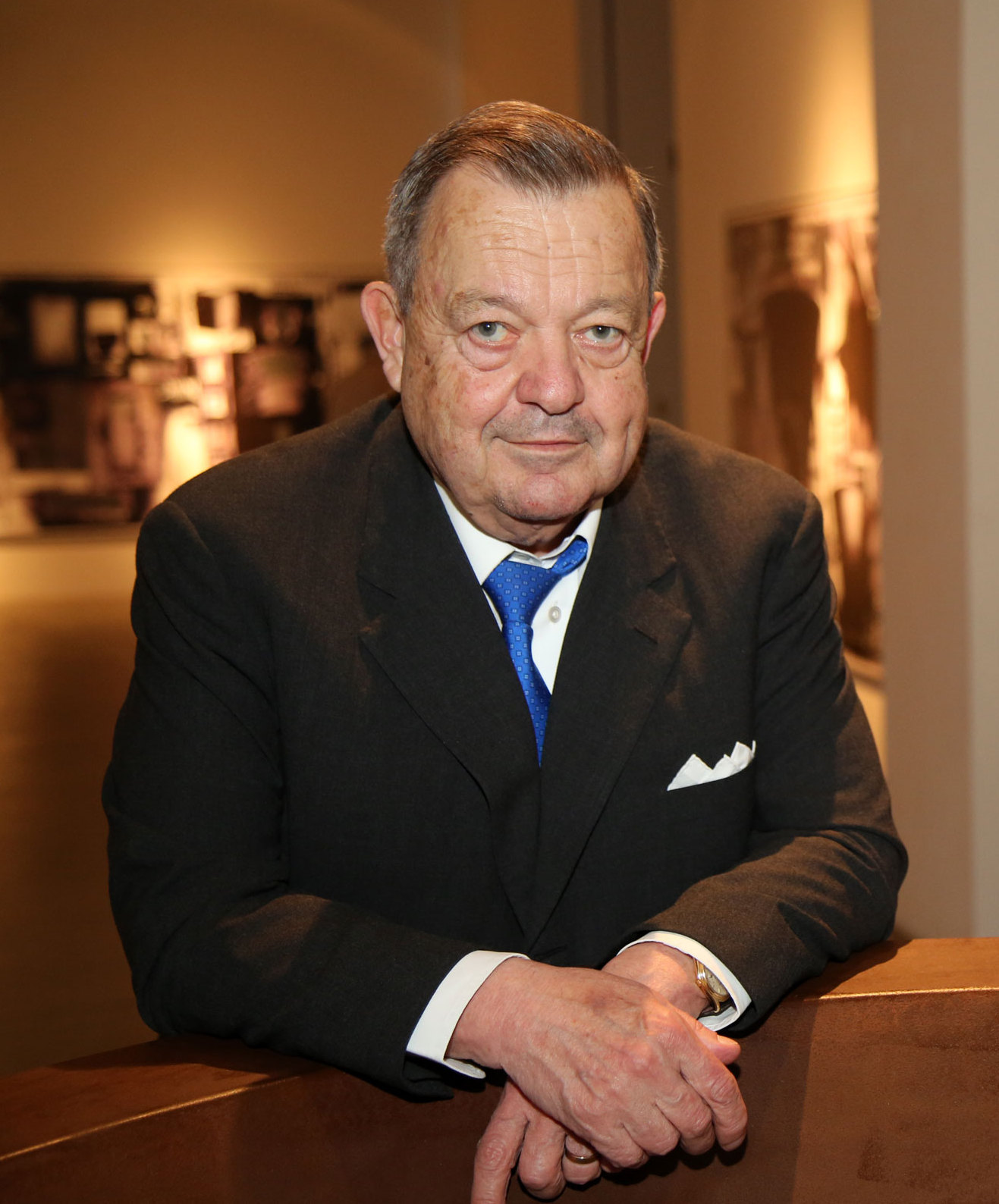
Herbert W. Liaunig (1945–2023)

- Liauw a Fong, Noa (* 2000), niederländische Tennisspielerin
- Liauzu, Claude (1940–2007), französischer Historiker

### Liaz
- Liaze, deutscher Rapper